# Ambitions
Ambitions é o single de estréia da banda norueguesa Donkeyboy, lançado em 26 de março de 2009. Pertence ao álbum Caught for a Life e é de língua inglesa, sendo que a rádio norueguesa NRK P3 a colocou no rádio massivamente.

## Desempenho nas Paradas
Ambitions permaneceu no topo da VG-lista norueguesa da 27ª até a 38ª semana de 2009 e também na 43ª semana, somente saindo da parada na nona semana de 2010 ou seja, um total de cinqüenta e duas semanas. A canção também chegou ao topo da Sverigetopplistan suíça, na qual permaneceu por 19 semanas.

### Paradas
| Parada (2009)           | País     | Melhor Posição |
| ----------------------- | -------- | -------------- |
| Tonlist                 | Islândia | 27             |
| Norwegian Singles Chart | Noruega  | 1              |
| Sverigetopplistan       | Suíça    | 1              |